# Вопрос жизни
Вопрос жизни (англ. The Vital Question) ― научно-популярная книга  британского биохимика и писателя Ника Лейна.
Русский перевод издательства Аст появился в 2018 году.
Книга рассказывает о том, как эволюция и возникновение жизни на Земле сдерживались количеством энергии.

## Содержание
В книге Лейн обсуждает то, что, по его мнению, является серьезным пробелом в биологии: почему жизнь действует именно так и как она возникла. По его мнению, как биохимику, основной вопрос заключается в энергии, поскольку все клетки обрабатывают энергию одинаково, полагаясь на большое падение напряжения на очень маленькой толщине клеточной мембраны ― для обеспечения всех химических реакций жизни. Электрическая энергия преобразуется в формы, которые клетка может использовать с помощью цепочки структур, управляющих энергией, встроенных в мембрану. После эволюции эта цепь сохранялась всеми живыми существами, показывая, что она жизненно важна для жизни.
Автор утверждает, что такое падение напряжения не могло возникнуть в обычных условиях, таких как открытый океан или в «тёплом прудике». Вместо этого он предполагает, что жизнь зародилась в глубоководных гидротермальных жерлах, поскольку они содержат химические вещества, которые эффективно хранят энергию, которую клетки могут использовать.
Когда появились клетки, похожие на бактерии (без ядра), они оставались такими в течение двух с половиной миллиардов лет. Затем клетки резко выросли по сложности и размеру, приобретая ядро и другие органеллы, а также сложные поведенческие особенности, включая пол, которые, как он отмечает, обнаруживаются во всех сложных (Эукариоты) формах жизни, включая растения, животных и грибы, но не у прокариот, например, бактерии.[8]

## Отзывы
The New York Times сочла книгу «часто убедительной», хотя многое в нем было спекулятивным, помимо представленных доказательств.
The Guardian пишет, что в книге представлены неопровержимые доказательства и тесно взаимосвязанная теория по вопросу о происхождении жизни, который когда-то считался недоступным для науки.
New Scientist счёл аргументы книги мощными и убедительными и содержит множество проверяемых идей; то, что его было нелегко читать, было компенсировано «невероятной, эпической историей», которую он рассказывал.
The Telegraph написал, что книга блестяще преуспела как научно-популярное чтение, расширив кругозор читателя с помощью захватывающего повествования.